# Angophora floribunda
Angophora floribunda är en myrtenväxtart som först beskrevs av James Edward Smith, och fick sitt nu gällande namn av Robert Sweet. Angophora floribunda ingår i släktet Angophora och familjen myrtenväxter. Inga underarter finns listade i Catalogue of Life.